# Feleacu
Feleacu es una comuna en Rumania, en el distrito de Cluj. Su población en el censo de 2002 era de 1394 habitantes.
- Datos: Q16426195
- Multimedia: Feleacu, Cluj / Q16426195